# Jakob Schlesinger
Pour les articles homonymes, voir Schlesinger.
Jakob Schlesinger (ou Johann Jakob Schlesinger), né le 13 janvier 1792 à Worms et mort le 12 mai 1855 à Berlin, est un artiste peintre, lithographe et restaurateur artistique hessois.

## Biographie

### Naissance et jeunesse
Johann Jacob Schlesinger naît le 13 janvier 1792 à Worms. Il est le fils du peintre Johann Adam Schlesinger (1759-1829) et de son épouse Catharina Barbara, née Becker. Son père, également peintre renommé, est originaire d'Ebertsheim, sa mère de Grünstadt. Le couple vit quelque temps à Worms, lieu de naissance de leur fils. Peu après, la famille s'installe à Grünstadt. C'est là que le garçon grandit et reçoit sa première formation artistique, probablement auprès de son oncle (le frère de son père), Johann Schlesinger (1768-1840), un peintre déjà connu dans la région.
De 1809 à 1816, Johann Jacob Schlesinger fréquente l'université de Heidelberg, puis poursuit sa formation à Mannheim et à Munich. Dans la capitale bavaroise, il commence ses études le 12 mai 1819 sur la "peinture historique" à l'Académie des Beaux-Arts de Munich. En raison d'une maladie des yeux, il doit toutefois interrompre ses études pendant trois ans.

### Carrière
Jakob Schlesinger développe un talent particulier pour la restauration de peintures et acquiert une réputation considérable dans ce domaine. Il se consacre en particulier à l'ancienne école allemande. Au début, il travaille principalement pour les frères Boisserée à Heidelberg. En 1822, il est nommé professeur et restaurateur général au Musée royal de Berlin.
Jakob Schlesinger est reconnu comme un grand peintre et un excellent copiste, avec une prédilection pour l'art du XVIe siècle. En 1821, il se rend à Dresde et reproduit La Madone Sixtine de Raphaël pour la cathédrale de Spire. En 1834, il lithographie, pour le Club d'art de Karlsruhe, les têtes de Sainte Barbe et du Pape, séparément. Il est également connu pour ses portraits de paysages et ses tableaux de fruits et de fleurs, certes de manière académique et froide, mais très élaborés. En plus de la peinture, Jakob Schlesinger travaille comme lithographe.
Son tableau actuel le plus célèbre est le portrait de Hegel dans sa dernière année de vie (1831), qui est largement reproduit.
Le livre d'Annik Pietsch, Weder Haut noch Fleisch: Das Inkarnat in der Kunstgeschichte (littéralement Ni peau ni chair : les tons chair dans l'histoire de l'art) contient une discussion détaillée sur le portrait de Hegel.

## Galerie

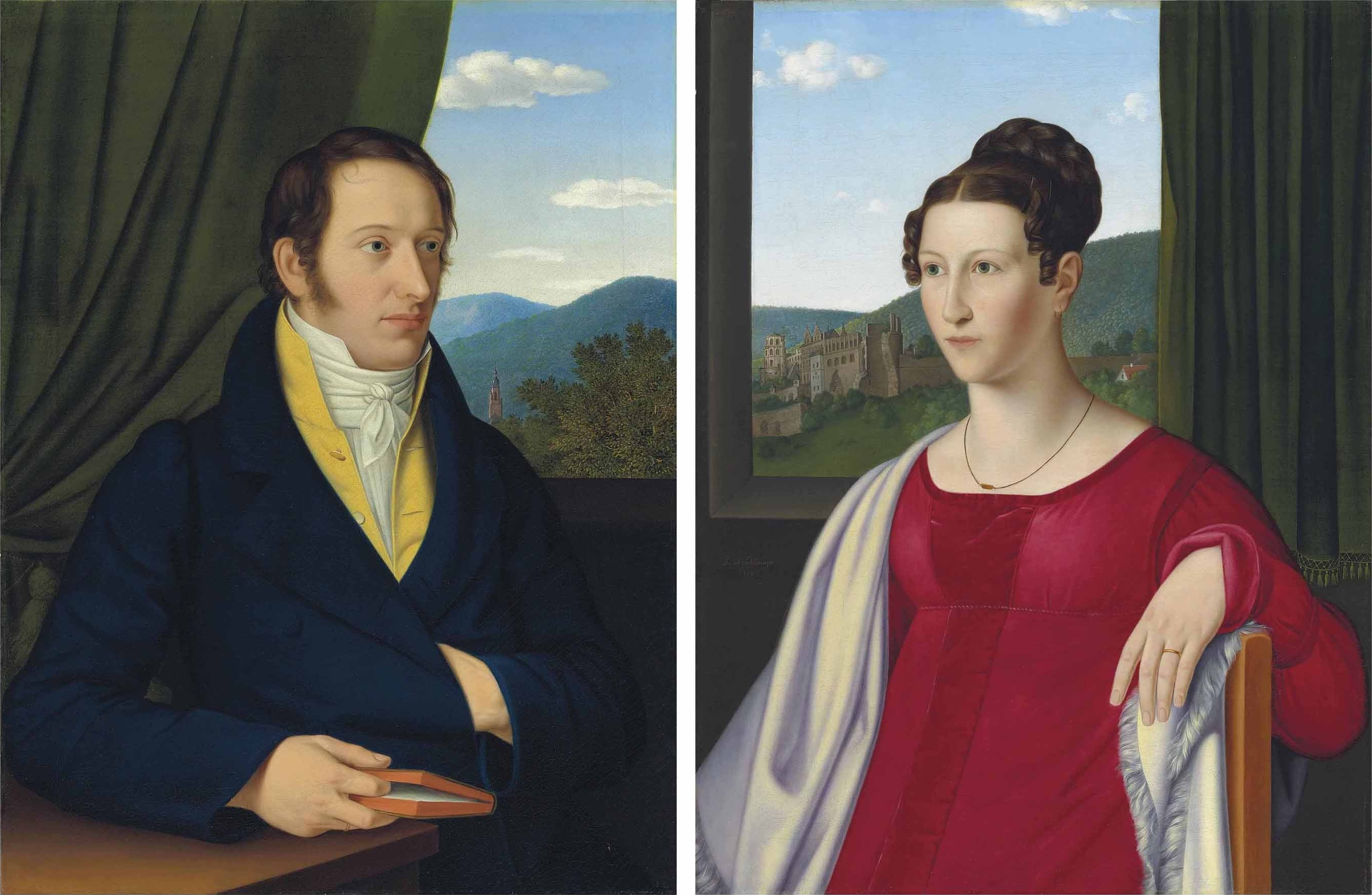
(en) The Heidelberg Chemist Leopold Gmelin and his wife (1820).
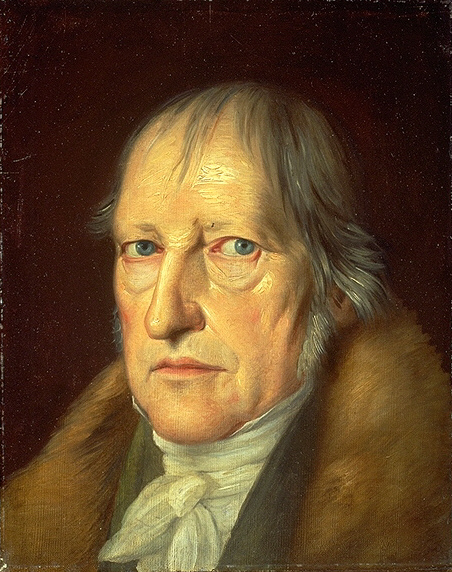
Portrait de Georg Hegel (1831).